# Hodoeporikon
Hodoeporikon (gr. hodoiporikón) lub iter, itinerarium (łac. podróż) – gatunek literacki wywodzący się ze starogreckich i starorzymskich poetyckich opisów podróży. W języku polskim nazywany jezda, poselstwo, legacja lub droga.
Wiadomo, że utwory takie powstawały już w starożytnej Grecji, jednak nie zachowały się one do czasów współczesnych. Pierwszym znanym rzymskim hodoeporikonem jest Iter Sicilium Lucyliusza z II w. p.n.e. Inne to m.in. Iter Brandisium Horacego, Mosella Auzoniusza oraz De reditu suo Rutyliusza Namatianusa. Itineraria rzymskie nie były skodyfikowanym gatunkiem o wyodrębnionych cechach, najczęściej przybierały formę elegii lub satyry. Zawierały najczęściej bardzo szczegółowe obserwacje na temat podróży – dokładne dane na temat przebytej odległości, warunków klimatycznych, przyrody, zwyczajów i wyglądu mieszkańców odwiedzanych ziem, a także zabytków czy atrakcji.
W literaturze polskiej hodoeporikon pojawił się wraz z poezją wczesnołacińską; pierwszym tego typu utworem był Filipa Kallimacha Ad Fanniam Sventocham Carmen. Po łacinie utwory takie tworzyli też m.in. Jan Dantyszek (De profectione Sigismundi I in Hungariam), Konrad Celtis, Klemens Janicki Jan Rybiński (Hodoeporicorum liber) oraz Maciej Kazimierz Sarbiewski (Iter Romanum). W języku polskim natomiast hodoeporikony pisywali m.in. Jan Kochanowski (Jezda do Moskwy), Andrzej Zbylitowski (Droga do Szwecyjej) oraz Sebastian Fabian Klonowic (Flis, to jest Spuszczanie statków Wisłą i inszymi rzekami do niej przypadającymi).